# مايك باورز (لاعب كرة قدم)
مايك باورز (بالإنجليزية: Mike Powers)‏ هو مدرب كرة قدم ولاعب كرة قدم أمريكي في مركز الوسط، ولد في 22 ديسمبر 1957 في سانت لويس في الولايات المتحدة. لعب مع Detroit Express (1981–1983) ‏.